# Roeboexodon
Genre
Roeboexodon est un genre de poissons téléostéens de la famille des Characidae et de l'ordre des Characiformes.

## Liste d'espèces
Selon FishBase (13 juin 2015):
- Roeboexodon geryi Myers, 1960
- Roeboexodon guyanensis (Puyo, 1948)